# Paul Franken (Historiker)
Paul Franken (* 19. Dezember 1903 in Mönchengladbach; † 15. Dezember 1984 in Bonn) war ein Historiker und erster Direktor der Bundeszentrale für politische Bildung in Bonn.

## Studium
Nach seinem Abitur 1923 studierte Franken zunächst Theologie und später Geschichte in Bonn. Im Sommersemester 1924 trat er dem K.St.V. Arminia Bonn bei. Mit seinen Bundesbrüdern und später namhaften Historikern Theodor Schieffer und Paul Egon Hübinger verband ihn seit der Zeit als Armine eine intensive Freundschaft. Im Wintersemester 1924/25 wurde Franken zum Consenior, im Sommersemester 1925 zum Senior gewählt. Im Sommersemester 1926 studierte Franken in Berlin, wo er der K.St.V. Semnonia beitrat. Ein Semester später kehrte er nach Bonn zurück. Hier beendete Franken sein Studium am 17. Dezember 1932 mit einer Promotion bei dem Historiker Aloys Schulte. Seine zeitweise angestrebte Habilitation schloss Franken nicht ab.

## Wirken im KV
1931 wurde Franken Vorsitzender des Religiös-Weltanschaulichen Ausschusses des Kartellverbandes katholischer deutscher Studentenvereine (KV). 1930 hatte er von Johannes Henry die Aufgabe des Verbandsgeschäftsführers des KV übernommen. Den später in Katholische Burschenschaftliche Vereinigung umbenannten Verband führte er bis zu seiner Zerschlagung durch die nationalsozialistischen Machthaber 1936. Danach übernahm er den Vorsitz des Altherrnbundes der Arminia in Bonn, bis auch dieser 1938 aufgelöst wurde. 
Nach dem Zweiten Weltkrieg beteiligte sich Franken maßgeblich am Aufbau des KV und seiner Bonner Arminia. Von 1951 bis 1957 und nochmals von 1961 bis 1965 war Franken Vorsitzender des KV-Rates und des Altherrenbundes des KV.

## Zeit des Nationalsozialismus
Franken, der als Mitglied der Zentrumspartei im November 1932 noch das Zentrum wählte, gab seine Stimme bei der Reichstagswahl 1933 der BVP und trat kurz danach, vermutlich zum 1. Mai 1933, der NSDAP bei (Mitgliedsnummer 2.119.055). Seit 1935 stand Franken in engerem Kontakt mit seinem Bundesbruder Konrad Adenauer. Wiederholt versuchte Franken, Adenauer mit rheinischen Widerstandskreisen zusammenzubringen, was Adenauer jedoch immer ablehnte und als „Dummheit“ bezeichnete. Vom November 1937 bis zum 25. Januar 1939 war Franken wegen des Vergehens gegen das „Heimtückegesetz“ im Düsseldorfer Gestapo-Gefängnis in „Schutzhaft“. Auch auf Intervention seines Bundesbruders Martin Spahn wurde Franken aus der Haft entlassen. Franken nahm in Bonn das Studium zum Lehrer auf. Doch wurde ihm die Zulassung zum Examen verweigert. 
1938 wurde Franken aus der NSDAP ausgeschlossen, 1939 trat er aus der NSV aus. Erst im Frühjahr 1944 schloss er sich mit seinem Beitritt zur DAF wieder einer NS-Organisation an. 
Ende 1942 kam er auf Vermittlung von Bernhard Letterhaus zur Wehrwirtschaftsstelle der Wehrmacht in Köln, dessen Oberkommando ihn am 1. Januar 1943 nach Rom zur „Abwehr Canaris“ dienstverpflichtete. Zur Tarnung seiner Abwehrtätigkeit erhielt er ein Stipendium der Deutschen Forschungsgemeinschaft (DFG), um sich am Deutschen Historischen Institut in Rom (DHI) an der Edition von Nuntiaturberichten zu beteiligen. Tatsächlich aber fungierte er als Verbindungsmann zwischen Widerstandsgruppen und dem Vatikan. Seine Aktivitäten in Rom sind weithin unklar; doch hat er mit Josef Müller („Ochsensepp“), dem späteren bayerischen Justizminister zusammengearbeitet, der wiederum über den Jesuitenpater Robert Leiber auch mit Papst Pius XII. in Kontakt stand.

## Politisches Wirken nach dem Zweiten Weltkrieg

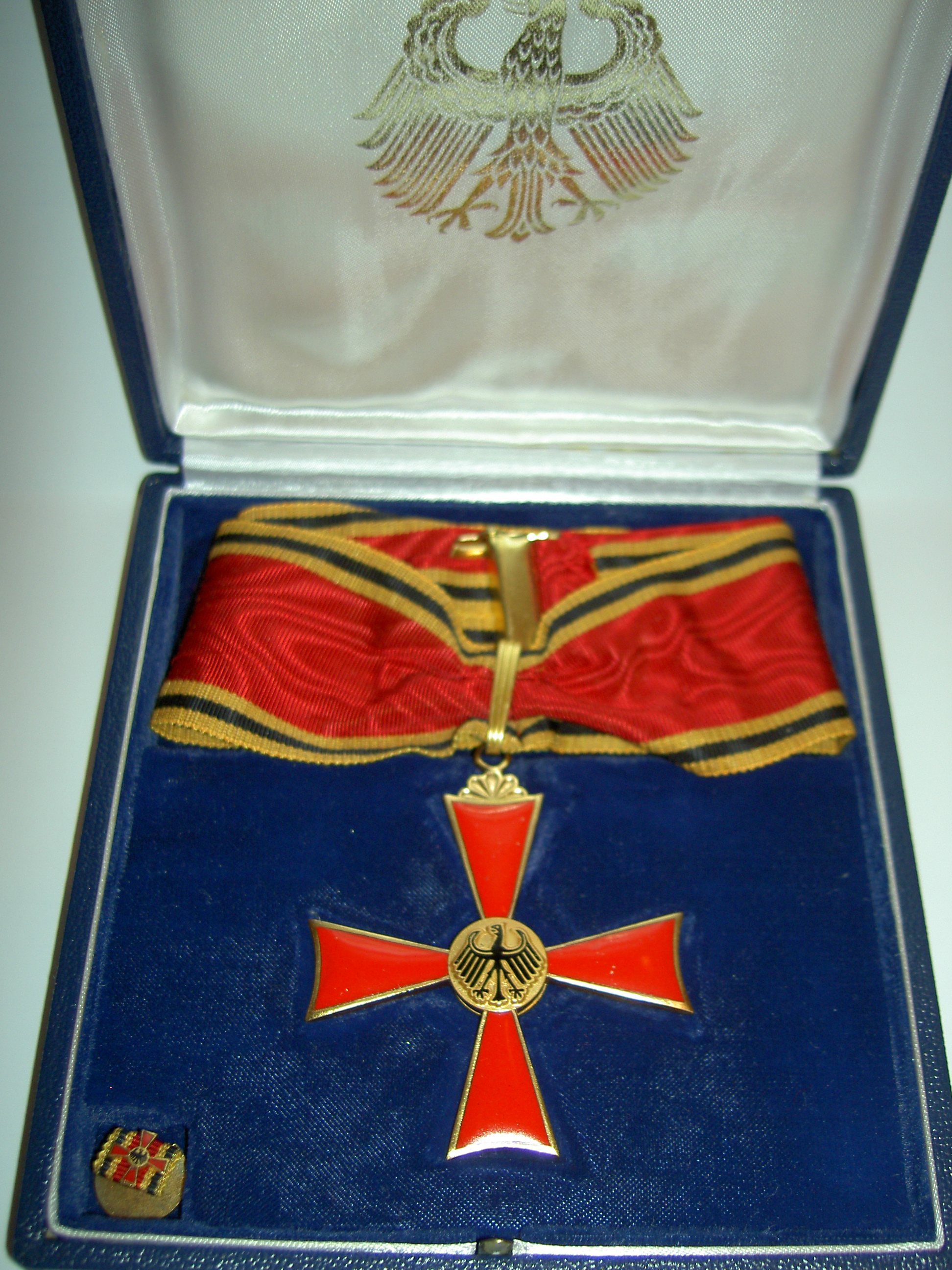
Sein Bundesverdienstkreuz

Nach dem Zweiten Weltkrieg wurde Franken am 18. Juni 1947 entnazifiziert und als „politisch Verfolgter“ eingestuft. Er betätigte sich als Privatlehrer und in der CDU in Bonn. 1949 war er Dozent und 1950 Direktor an der katholischen Hochschule Vechta. Von 1952 bis 1968 leitete er die „Bundeszentrale für Heimatdienst“, die spätere Bundeszentrale für politische Bildung. Sie gab auch die Wochenzeitung „Das Parlament“ heraus, die Franken um die zunächst umstrittene Beilage „Aus Politik und Zeitgeschichte“ bereicherte.
Für seine Verdienste wurde Franken im Dezember 1968 mit dem Großen Bundesverdienstkreuz ausgezeichnet.